# Дрежник (Чрномељ)
Дрежник (словен. Drežnik) је насељено место у општини Чрномељ, регија Југоисточна Словенија, Словенија.

## Историја
До територијалне реорганизације у Словенији био је у саставу старе општине Чрномељ.

## Становништво
У попису становништва из 2011. године, Дрежник је имао 40 становника.
| Број становника према пописима | Број становника према пописима | Број становника према пописима |
| ------------------------------ | ------------------------------ | ------------------------------ |
| 1991                           | 2002                           | 2011                           |
| 36                             | 43                             | 40                             |